# Caridina dennerli
Crevette cardinale
Espèce
Statut de conservation UICN

 CR  : 
En danger critique
Caridina dennerli, la Crevette cardinale, est une espèce de crevettes d’eau douce de la famille des Atyidae.

## Répartition et habitat
Caridina dennerli est endémique du lac Matano dans la province de Sulawesi du Sud en Indonésie,.
Cette espèce préfère les fonds rochers et est présente du niveau de l'eau jusqu'à une profondeur d'environ 10 m.

## Description
Caridina dennerli peut mesurer jusqu'à 25 mm de longueur. La femelle est plus grande que le mâle et a une carapace plus profonde. Les œufs de C. dennerli sont relativement gros pour la taille de la crevette et sont transportés sous l’abdomen de la femelle.[réf. nécessaire]

## Caridina dennerliet l'Homme
Cette espèce est menacée par la pollution liée à l’extraction du nickel et à d'autres activités humaines, par l'introduction d'espèces telles que les cichlidés et par les centrales hydroélectriques sur la rive sud du lac Matano. 
Bien qu’auparavant localement abondante, aucune Caridina dennerli n’a été observée à l’état sauvage depuis 2013 et l’espèce est peut-être éteinte à l’état sauvage. 
Elle est toutefois élevée en captivité et est proposée en animalerie.

## Systématique
Le nom valide complet (avec auteur) de ce taxon est Caridina dennerli von Rintelen (d) & Cai (d), 2009,.
Ce taxon porte en français le nom vernaculaire ou normalisé suivant : Crevette cardinale.

## Étymologie
Son épithète spécifique, dennerli, lui a été donnée en l'honneur de la société allemande Dennerle (d) qui propose des articles pour aquariums et bassins et qui a soutenu l’expédition ayant conduit à la description scientifique de cette espèce. 

## Publication originale
- (en) Kristina von Rintelen et Yixiong Cai, « Radiation of endemic species flocks in ancient lakes: Systematic revision of the freshwater shrimp Caridina H. Milne Edwards, 1837 (Crustacea: Decapoda: Atyidae) from the ancient lakes of Sulawesi, Indonesia, with the description of eight new species », The Raffles Bulletin of Zoology, Lee Kong Chian Natural History Museum (d), vol. 57, no 2,‎ 31 août 2009, p. 343-452 (ISSN 0217-2445 et 2345-7600, lire en ligne).